# Aphelinus babaneuri
Aphelinus babaneuri is een vliesvleugelig insect uit de familie Aphelinidae. De wetenschappelijke naam is voor het eerst geldig gepubliceerd in 2009 door Japoshvili.